# The Selector
The Selector ist die internationale online Radio-Show des Kulturinstitutes British Council. In der wöchentlichen zweistündigen Sendung wird neue Musik aus dem Vereinigten Königreich vorgestellt. The Selector wird nach Angaben der Macher in 44 Ländern weltweit gehört und teilweise auch von regionalen Sendern ausgestrahlt.
Moderiert wird die Sendung von DJ Goldierocks alias Sam Hall. Hall moderierte auch die Spin-off-Dance-Show „Selector After Dark“, die in Mexiko, Südafrika und China ausgestrahlt wird. Sie moderierte bereits für Capital FM, BBC Radio 1 und eine Reihe von online-Shows. Das Programm deckt alle Genres der zeitgenössischen Musik ab und bindet Interviews und exklusive Live-Sessions mit britischen Newcomerbands ein.
2005 gewann die Show den Award der Sony Radio Academy, 2015 den Mixclouds Award als „Best Pop/New Music Show“. Zusätzlich gewann die Sendung den Titel „World’s Best Online Radio Show“.

## Terrestrische Ausstrahlungen
Auswahl
- Israel: 88FM Tel Aviv[5]
- Kolumbien: Radionica[6]

- Polen: Kampus 97,1 Warschau[7]
- Ungarn: MR2 Radio[8]